# Griff the Invisible
Griff the Invisible é um filme australiano de 2010 dirigido por Leon Ford dos gêneros comédia dramática, comédia romântica e ficção científica.

## Sinopse
Griff (Ryan Kwanten) é um rapaz que durante o dia tem uma vida entediante no trabalho, mas a noite gosta de ser um super-herói.

## Elenco
- Ryan Kwanten ... Griff
- Maeve Dermody ... Melody
- Toby Schmitz ... Tony
- Patrick Brammall ... Tim
- Marshall Napier ... Benson
- Heather Mitchell ... Bronwyn
- Anthony Phelan ... Detetive Stone
- Kelly Paterniti ... Gina
- David Webb ... Gary
- Kate Mulvany ... Cecilia
- Chan Griffin ... Top Hat

## Recepção
No agregador de críticas Rotten Tomatoes, na pontuação onde a equipe do site categoriza as opiniões da grande mídia e da mídia independente apenas como positivas ou negativas, tem um índice de aprovação de 63% calculado com base em 57 comentários dos críticos. Por comparação, com as mesmas opiniões sendo calculadas usando uma média aritmética ponderada, a nota alcançada é 5,9/10.
Em outro agregador, o Metacritic, que calcula as notas das opiniões usando somente uma média aritmética ponderada de determinados veículos de comunicação em maior parte da grande mídia, tem uma pontuação de 49/100, alcançada com base em 14 avaliações da imprensa anexadas no site, com a indicação de "revisões mistas ou neutras".